# Stethacanthus
A Stethacanthus a porcos halak (Chondrichthyes) osztályának Symmoriida rendjébe, ezen belül a Stethacanthidae családjába tartozó fosszilis nem.

## Tudnivalók
A Stethacanthus 382,7–323,2 millió évvel élt ezelőtt, a késő devon és karbon korokban.
A Stethacanthus nagyon hasonlított a mai cápákra, az üllő alakú hátúszó kivételével. Ez a hátúszó biztos a párkeresésben játszott szerepet, mert csak a hímeken találtak ilyent. A különleges hátúszó felső részét, durva, fog alakú pikkelyek borították. Ehhez hasonló felület a cápa orrán is ült. Ez a két rész talán egy nagy szájat utánzott, így téve félelmetesebbé az állatot.
A Stethacanthus a sekély, part menti vizeket kedvelte, ahol zsákmány után kutatott. Tápláléka kis halak, rákok és fejlábúak voltak.
Bizonyítékok vannak arra, hogy a Stethacanthusok vándoroltak a párzási helyeikre. E helyeken a nőstény cápák szülték kicsinyeiket. A Stethacanthus elég gyorsan tudott úszni, de ennek ellenére sokszor az éhes Dunkleosteus terrelli zsákmányává vált.
A Stethacanthus 70 centiméter hosszú volt.

## Rendszerezés
A nembe az alábbi 8 faj tartoik:
- Stethacanthus altonensis St. John & Worthen, 1875[1] - típusfaj
- Stethacanthus concavus Ginter, 2018[2]
- Stethacanthus gansuensis Wang et al., 2004[3]
- Stethacanthus neilsoni
- Stethacanthus praecursor Hussakof & Bryant, 1918[4]
- Stethacanthus productus Newberry, 1897[5]
- Stethacanthus resistens
- Stethacanthus thomasi

## Fordítás
- Ez a szócikk részben vagy egészben  a   Stethacanthus című angol Wikipédia-szócikk ezen változatának fordításán alapul.  Az eredeti cikk szerkesztőit annak laptörténete sorolja fel. Ez a jelzés csupán a megfogalmazás eredetét és a szerzői jogokat jelzi, nem szolgál a cikkben szereplő információk forrásmegjelöléseként.